# Leptocera ochrocephala
Leptocera ochrocephala är en tvåvingeart som beskrevs av Lorenzo Munari 1989. Leptocera ochrocephala ingår i släktet Leptocera och familjen hoppflugor.
Artens utbredningsområde är Italien. Inga underarter finns listade i Catalogue of Life.